# Pierre Warnant
Pierre Paul Charles Albert Warnant (Elsene, 16 februari 1905 - Brussel, 13 oktober 1967) was een Belgisch senator.

## Biografie
Pierre Warnant promoveerde tot handelsingenieur. Hij werd bestuurder van vennootschappen.
Hij was liberaal senator van 1949 tot 1967:
- provinciaal senator voor Brabant (1949-1950),
- senator voor het arrondissement Nijvel (1950-1954),
- provinciaal senator (1954-1958),
- senator voor het arrondissement Nijvel (1958-1961),
- provinciaal senator (1961-1965),
- senator voor het arrondissement Nijvel (1965-1967).

In 1961 werd hij ondervoorzitter van de Senaat. Hij werd ook lid van de Beneluxraad (1957-1965) en van het Europees Parlement (1958-1959).
Warnant was een zoon van Albert Warnant en Marguerite Franchomme. Hij trouwde met Suzanne Henricot (1907-1985), dochter van senator Paul Henricot en kleindochter van volksvertegenwoordiger en senator Emile Henricot. Ze kregen een zoon en een dochter. Hij was tevens een schoonbroer van Andrée Nolf, dochter van volksvertegenwoordiger en senator Ernest Nolf.
In 1959 werd hij in de Belgische adel opgenomen en in 1965 werd hem de titel van baron toegekend.